# Кулим (округ)
Кулим (малайск. Kulim) — округ и город на юго-востоке штата Кедах Малайзии. Граничит с Пинангом. Город Кулим расположен всего в 27 км (17 милях) к востоку от столицы Пинанга — Джорджтауна, является частью агломерации Джорджтауна, второй по величине в Малайзии.

## История
Считается, что Кулим был открыт и заселён с XVIII века 100 выходцами из Паттани-Малай. Китайский ремесленник, известный как Чин А Чео, мог быть основателем Кулима.